# Chopper I
Chopper I (Koukuu Kihei Monogatari: The Legend of Air Cavalry au Japon) est un jeu vidéo de type shoot them up développé et édité par SNK, sorti en 1988 sur borne d'arcade (sur le système Psycho Soldier),,,.